# Chroniques russes
Les chroniques russes sont des manuscrits médiévaux regroupés dans la Collection complète des chroniques russes.

## Liste des chroniques russes et ukrainiennes
- Chronique des temps passés, la plus célèbre et la plus ancienne
- Première Chronique de Novgorod, également aussi ancienne
- Deuxième Chronique de Novgorod
- Troisième Chronique de Novgorod
- Première Chronique de Pskov
- Deuxième Chronique de Pskov
- Chronique hypatienne (ou Chronique d'Ipatiev)
- Première Chronique de Sainte-Sophie
- Deuxième Chronique de Sainte-Sophie
- Chronique de la Résurrection
- Chronique de Tver
- Le Chroniqueur de Rogoj
- Chronique d'Abraham
- Chroniques de la Russie occidentale
- Chronique de Soupral
- Chronique de Nikon (ou Chronique du Patriarche)
- Le Livre des degrés (Stepennaïa Kniga)
- Chronique de Goustynia
- Chronique de Joakim
- Chronique Siméon
- Légende du royaume de Kazan
- Chronique de Lvov
- Le Chronographe russe
- Chronique d'Ermoline
- Chronique du Typographe
- Chronique de Moscou du XVe siècle
- Chronique de Nikanorov
- Chronique de Vologda et de Perm
- Le Chroniqueur de Pereslavl et de Souzdal
- Chronique de 1497
- Chronique de 1518
- Le Chroniqueur du début du règne du Tsar et Grand-Prince Ivan Vassiliévitch
- Chronique d'Alexander Nevski
- Chronique de Lebedev
- Le Chroniqueur de Vladimir
- Deuxième chronique de Novgorod
- Chronique Kholmogory
- Conte de Sloven et de Rus et de la ville de Slovensk
- Le Chroniqueur de Dvin